# Királyhágómelléki Református Egyházkerület
A Királyhágómelléki Református Egyházkerület (KREK) a romániai református egyház két egyházkerületének egyike, a Partium egyházközségeit foglalja magába. Kilenc egyházmegye mintegy 200 ezer református híve tartozik hozzá. Jelenlegi püspöke Ft. Bogdán Szabolcs János, főgondnoka Bara Lajos István.

## Története
A királyhágómelléki református egyházkerület a református egyház viszonylag fiatal egyházkerületei közé tartozik. A kárpátaljaihoz hasonlóan a trianoni békeszerződés következtében jött létre 1921. augusztus 16-án a magyarországi központról (Debrecen) való leválasztással. Hagyományosan a teljes Királyhágómelléki Református Egyházkerület a Tiszántúli Református Egyházkerület része volt, Trianon után azonban 183 egyházközség Romániához került. Ez szükségessé tette egy új egyházkerület létrehozását, mivel az erdélyi református egyházkerület már amúgy is meglehetősen nagy volt (lélekszámát és területi kiterjedését tekintve ma is mintegy kétszerese a királyhágómellékinek).
Az 1920 után alakult egyházkerület központja Nagyvárad lett, első választott püspöke pedig Sulyok István, korábbi bihari esperes. A román állam csak 1926-ban ismerte el az egyházkerületet. Sulyok István nagyváradi püspök és Nagy Károly kolozsvári püspök kemény harcot vívott az asszimiláló és a diszkriminatív román politika ellen. Az állam a Romániai Református Egyház létét is fenyegette és veszélyeztette a hívek vallási és nemzeti identitását. Az egyház számára legfájdalmasabb csapás az volt, hogy a nacionalista román állam jogtalanul kisajátította az egyház ingatlanait és megszüntette a felekezeti oktatás fejlett szervezeti rendszerét.
A KREK létrejötte után a két romániai püspökség egy közös országos zsinati rendszerbe szerveződött, az egyház egyetlen teológiai egyeteme pedig a Kolozsvári Protestáns Teológiai Intézet maradt. Ettől kezdve itt képezték a királyhágómelléki egyházkerület lelkészeit is (korábban többségük Debrecenben tanult).
A bécsi döntések nyomán az egyházkerület híveinek és egyházközségeinek nagyobb része újra Magyarországhoz került, csakúgy mint az erdélyi egyházkerület esetében. A világháború hatalmas veszteségeket hozott az egyházkerületnek is. Nemcsak hősi halált halt híveit (illetve a zsidótörvények hatálya alá esőket) veszítette el, de bombatalálat érte számos fontos templomát, épületét is.
A második világháború után Partium is újra Romániához került, az egyházkerület pedig Nagyváradi Református Egyházkerület néven szerveződött újjá (az erdélyi pedig Kolozsvári Református Egyházkerület néven). Noha lezajlanak a vezetőválasztások (püspök: Csernák Béla, főgondnok Thúry Kálmán, főjegyző Arday Aladár), az új vezetést sem ismeri el a román állam.

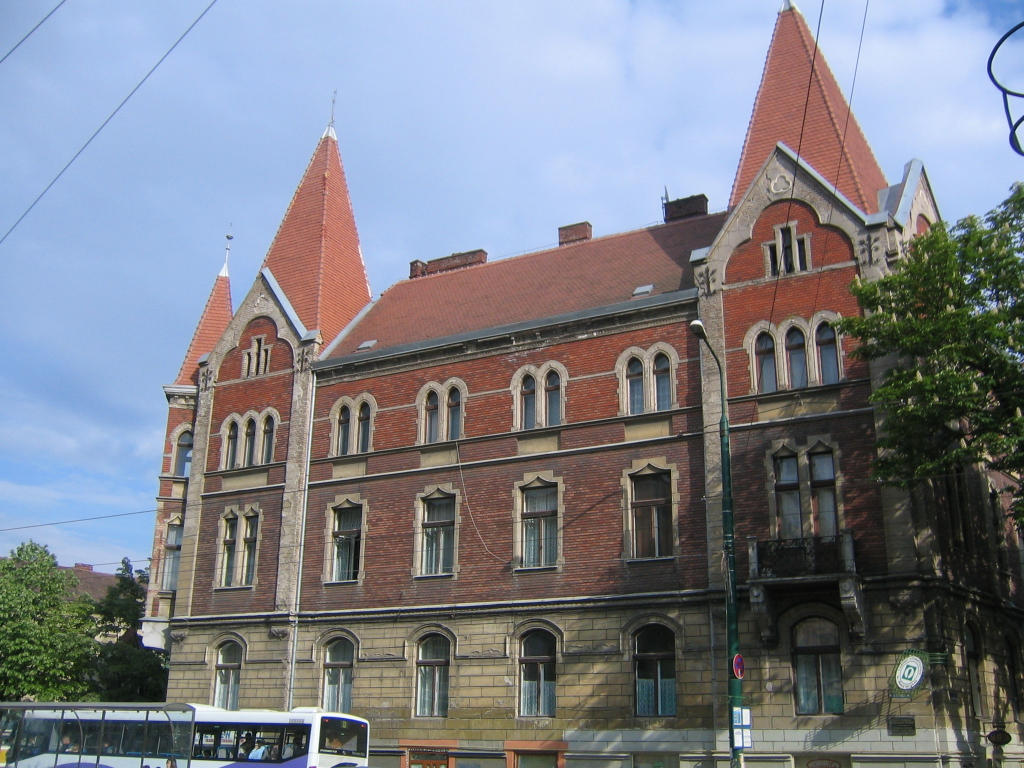
A temesvári református parókia épülete: a rendszerváltó események kiindulópontja

Az 1948-as kommunista hatalomátvétellel megkezdődik a legsúlyosabb hányadtatások időszaka. A kommunizmus valamennyi romániai egyház fejlődésének gátat vetett, de a legsúlyosabban a magyar történelmi egyházakat és a román görögkatolikus egyházat sújtotta.
A legsúlyosabb csapás a 48-as államosítás volt, melynek során az egyházak elvesztették minden vagyonukat, és valamennyi intézményüket (csupán a templomi szolgálat folytatódhatott, súlyos korlátozások és állandó ellenőrzés mellett). A KREK ekkor veszítette el a nagy múltú Zilahi Református Gimnáziumot, a Szatmárnémeti Református Gimnáziumot, a Lorántffy Zsuzsanna Református Leánynevelő Intézetet Nagyváradon, és még számos más történelmi intézményét. 1952-ben és még inkább 1956-ban számos református és más kisebbségi egyházhoz tartozó lelkészt letartóztattak. Az ateista ideológia és diktatúra kora kezdődött el. Az egyházkerület folyamatosan ki volt téve az egyházakba is beépülő, és azokat folyamatos megfigyelés alatt tartó Securitate nyomásának. Ebben a korszakban Papp László volt az egyházkerület püspöke.
A rendszerváltozás, és főként az azt megelőző temesvári események fokozottan érintették az egyházkerületet, amennyiben a temesvári hívek és lelkészük, Tőkés László voltak a rendszerváltó események kirobbantói.
A demokratikus átrendeződés utáni első püspöke is Tőkés László volt az egyházkerületnek, 2009-ig, amikor felfüggesztette utolsó mandátumát, mivel EP-képviselővé választották a romániai európai parlamenti választásokon. 2009-től Csűry István állt az egyházkerület élén, előbb megbízott püspökként, majd a 2010-es tisztújítás óta választott püspökként, egészen 2022-ben történt nyugalomba vonulásáig. 2022. október 21-én Bogdán Szabolcs Jánost választották püspöknek, és 2022. december 9-én iktatták  be hivatalába.

## A rendszerváltozástól napjainkig
A rendszerváltozás után az egyházkerület újra Királyhágómelléki Református Egyházkerület néven működhetett tovább (az erdélyi egyházkerület is visszanyerte egykori nevét), legfőbb feladata pedig a demokrácia első éveiben-évtizedében erősödő román nacionalizmus elleni fellépés, a megmaradás biztosítása, és egykori intézményeinek, szervezeteinek újjáalapítása volt. Hamarosan sikerült újjáalapítani a Lorántffy Zsuzsanna Református Gimnáziumot Nagyváradon, a Szatmárnémeti Református Gimnáziumot, és létrehozták a Partiumi Keresztény Egyetemet is. Nagy nehézségek árán a nagy múltú Zilahi Wesselényi Református Kollégiumot is újjáalapították - ez az egyetlen olyan gimnáziuma az egyházkerületnek, mely máig nem vehette birtokba történelmi épületét.
Az egyházkerület folyamatosan küzd elkobzott ingatlanainak visszaszerzéséért, lehetőleg egyházi célokra való használatukért.

## Az egyházkerület püspökei (alapítása óta)

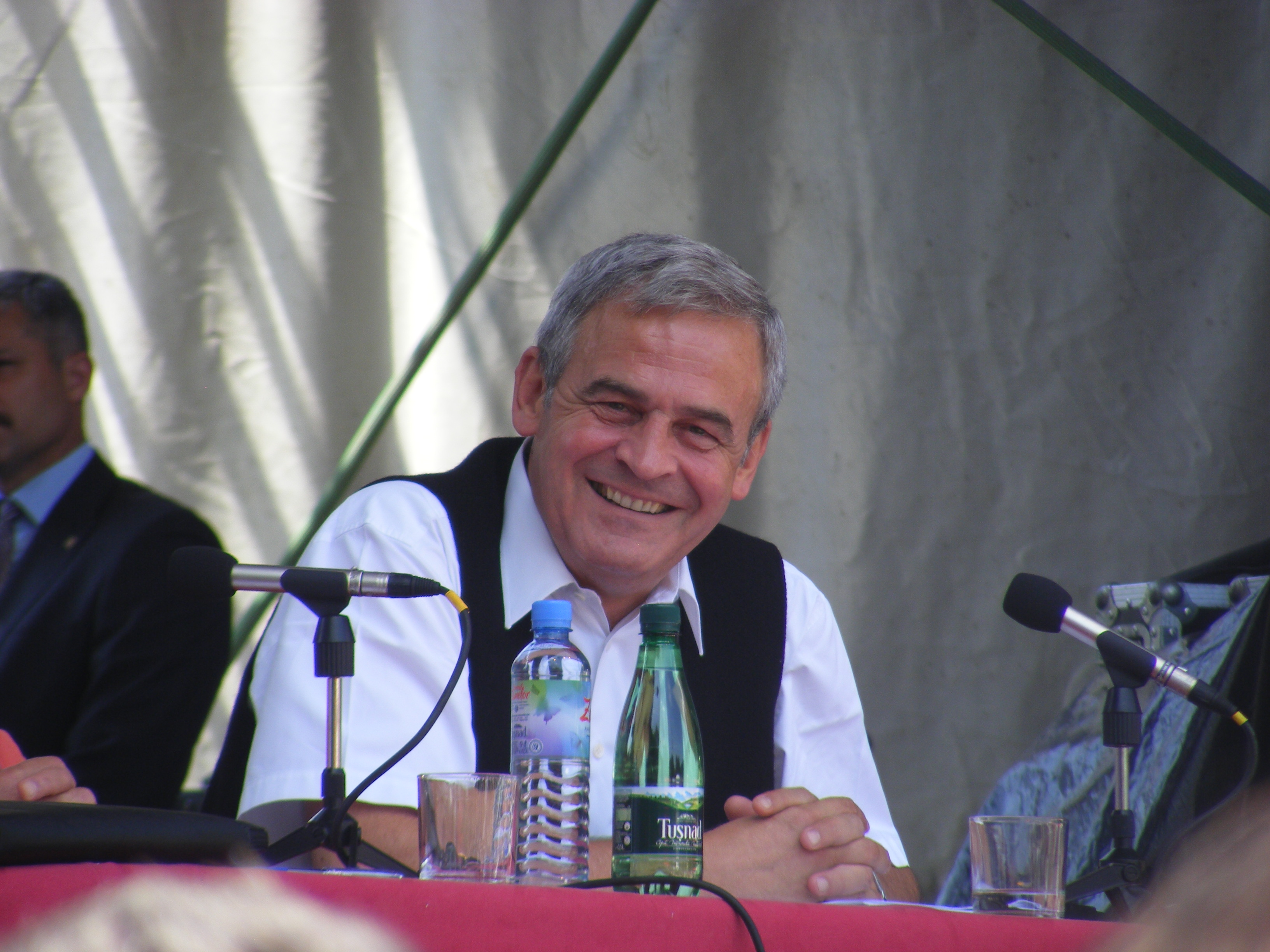
Tőkés László, politikus, korábbi királyhágómelléki püspök

- Sulyok István (1921. október 3. – 1942. január 1.)
- Csernák Béla (1946. november 27. – 1947)
- Arday Aladár (1948. május 23. – 1961. szeptember 16.)
- Búthi Sándor (1962. január 1. – 1967. március 15.)
- Papp László (1967 – 1989. december 22.)
- Tőkés László (1990. március 26. – 2009. június 19.)
- Csűry István (2009. november 19. – 2022. október 21.)[2]
- Bogdán Szabolcs János (2022. október 21. – )[2]

## Jelene

### Vezetőség
- püspök: Bogdán Szabolcs János
- főgondnok: Bara Lajos István

### Egyházmegyéi

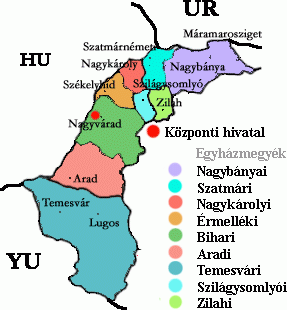
A KRE egyházmegyéi

A Királyhágómelléki Református Egyházkerületnek kilenc egyházmegyéje van:
- Nagybányai Református Egyházmegye
- Szatmári Református Egyházmegye
- Szilágysomlyói Református Egyházmegye
- Zilahi Református Egyházmegye
- Nagykárolyi Református Egyházmegye
- Érmelléki Református Egyházmegye
- Bihari Református Egyházmegye
- Aradi Református Egyházmegye
- Temesvári Református Egyházmegye

### Intézmények

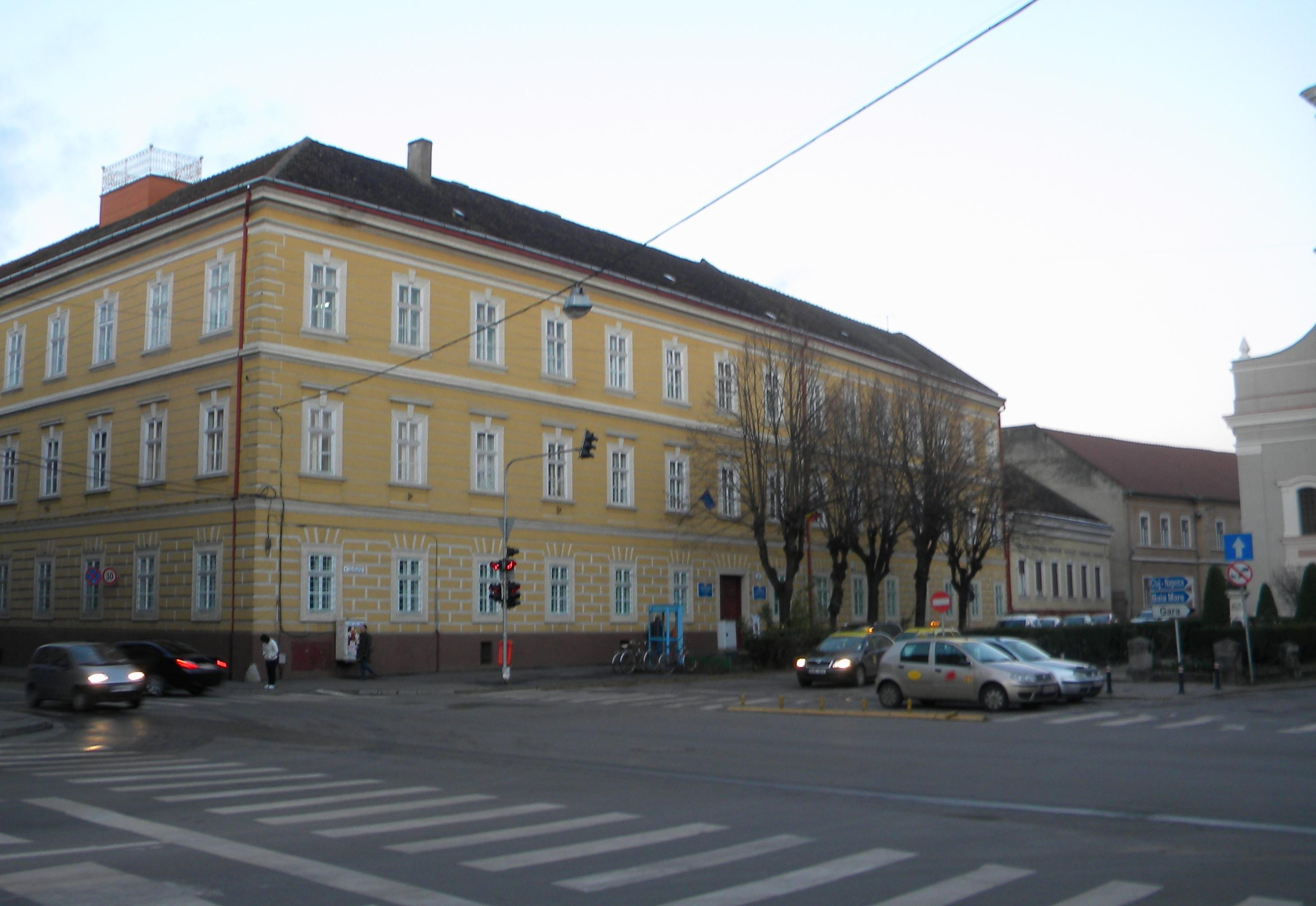
A Szatmári Református Egyházmegye Esperesi Hivatalának is otthont adó Szatmárnémeti Református Gimnázium épülete a Kálvin-téren

#### Oktatási intézmények
- Partiumi Keresztény Egyetem
- Lorántffy Zsuzsanna Református Gimnázium
- Szatmárnémeti Református Gimnázium
- Zilahi Wesselényi Református Kollégium

#### Szociális intézmények
- Tenkei Református Szeretetotthon
- Szociális Napközi
- Lorántffy Zsuzsanna Református Egyházi Központ
- Péter Református Iskola
- Bethesda Egészségközpont (Szamosardó)
- A Reménység Szigete (Budapest)
- Timotheus Ifjúsági és Hitoktatási Központ (Micske)
- Élesdi Református Gyermekotthon
- Nagyvárad-Ősi Mentálhigiénés Központ
- Nagyvárad-Velencei Agnulli Református Szociális Központ

#### Cigánymisszió

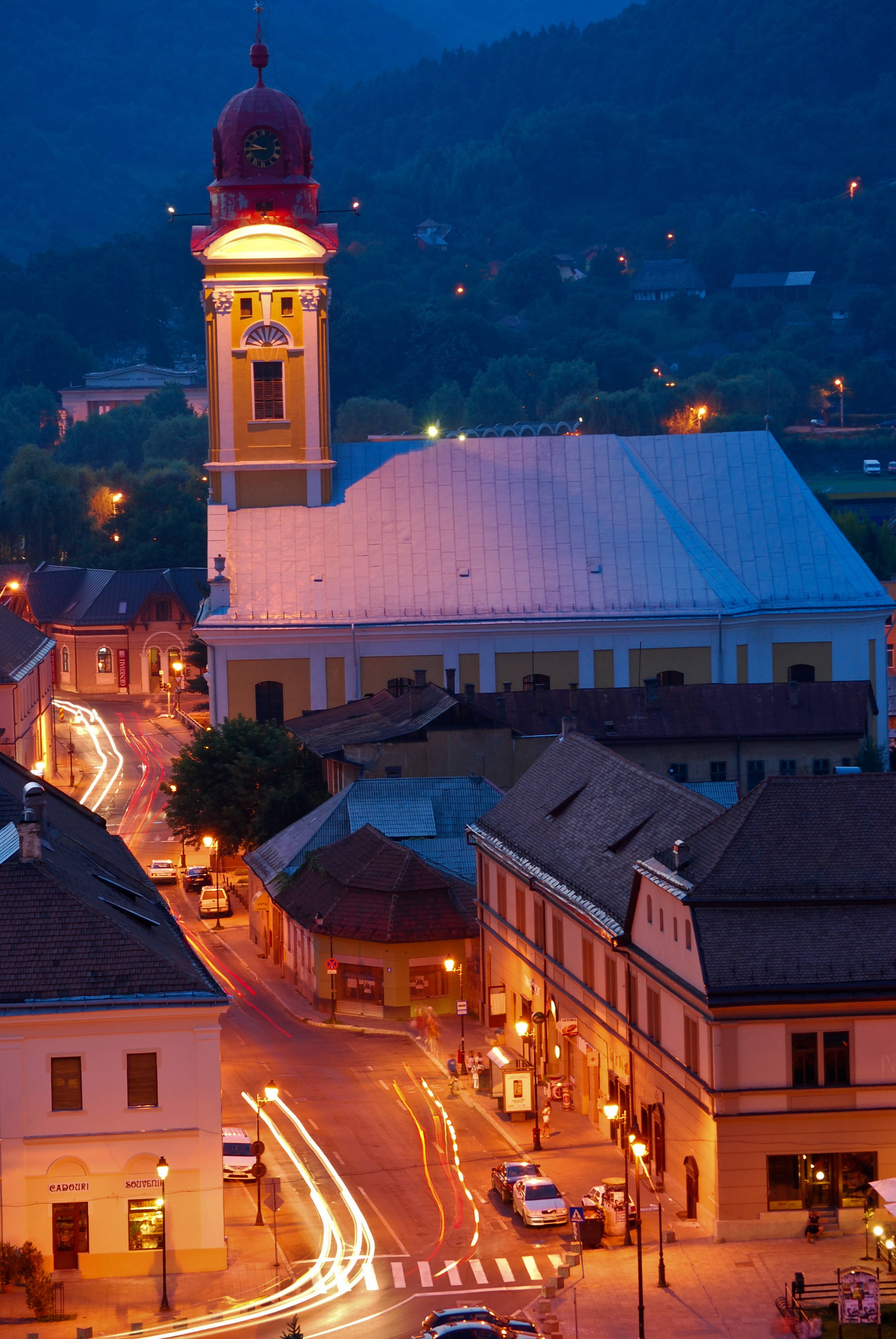
A nagybányai református templom

- Református Cigánymissziós Központ

#### Sajtó
- Szenczi Kertész Ábrahám Sajtóház

### Zsinat[4]

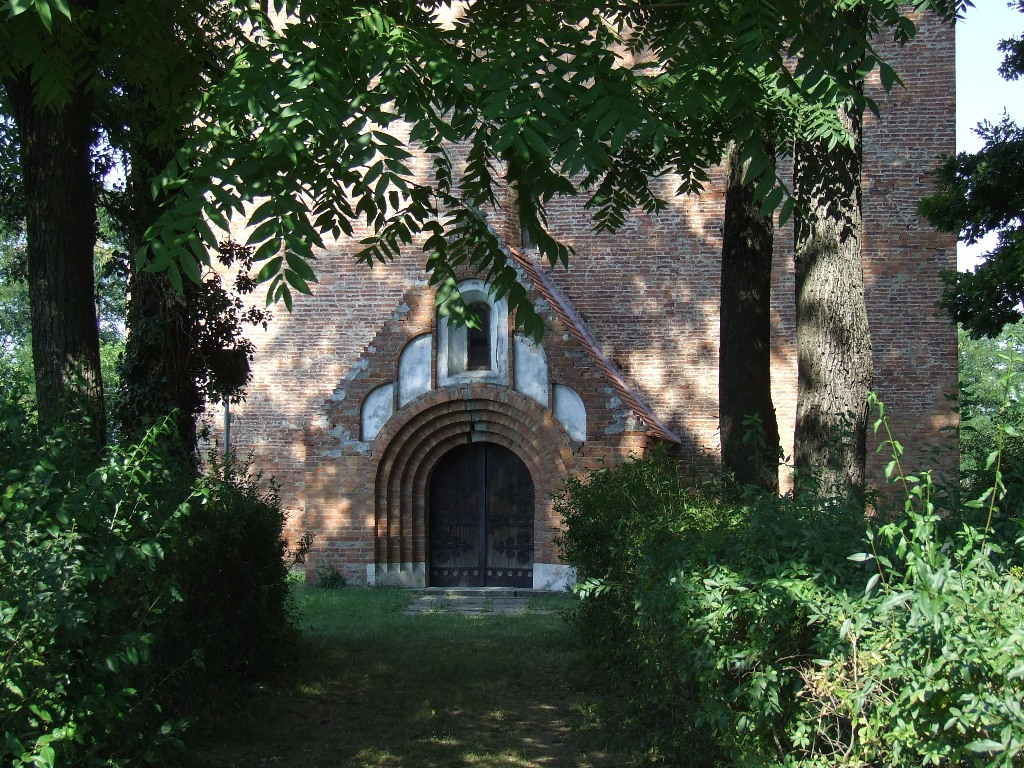
Az ákosi református templom kapuja - egyike az ország legrégebbi román stílusú templomainak

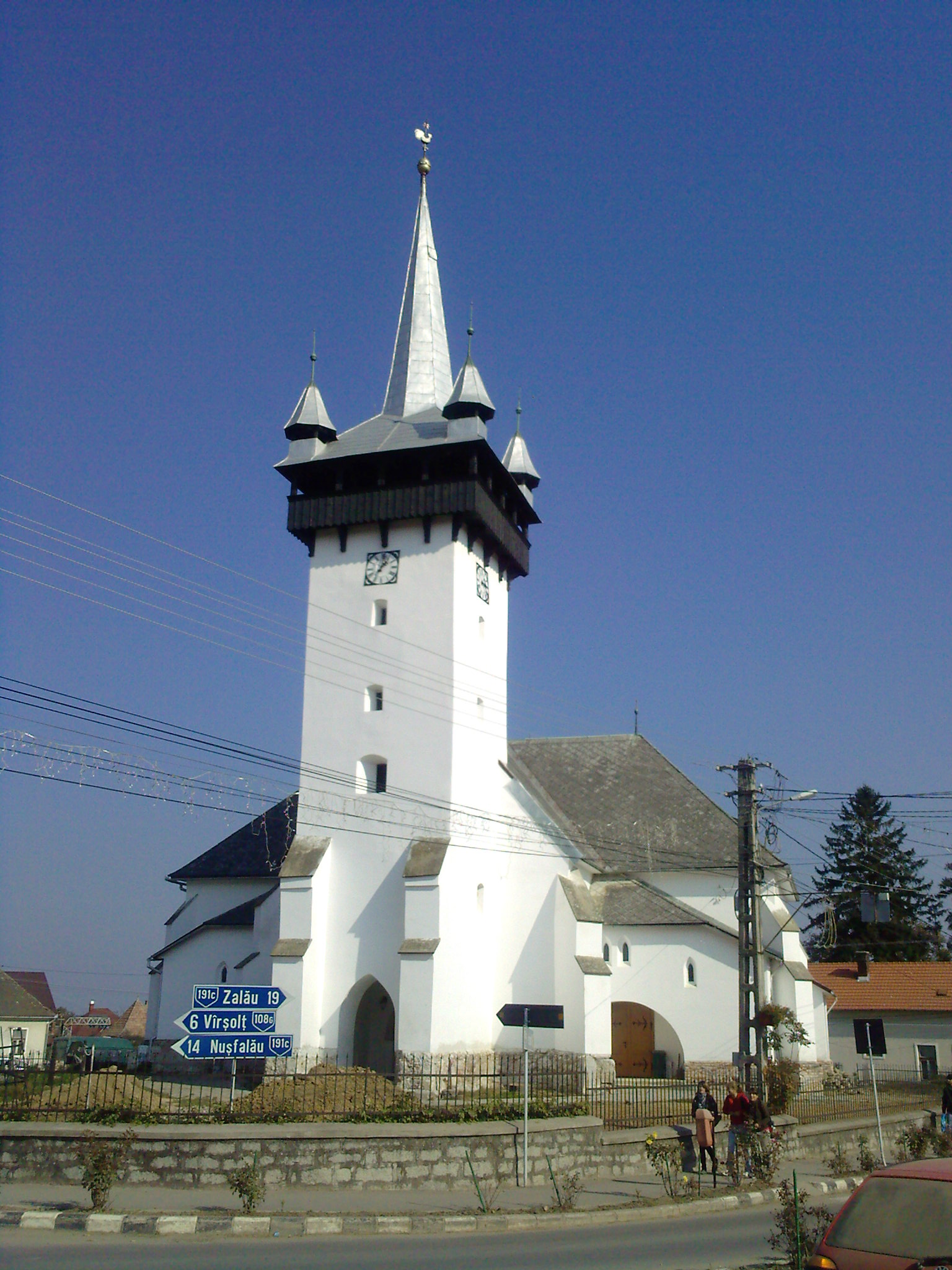
A krasznai református templom

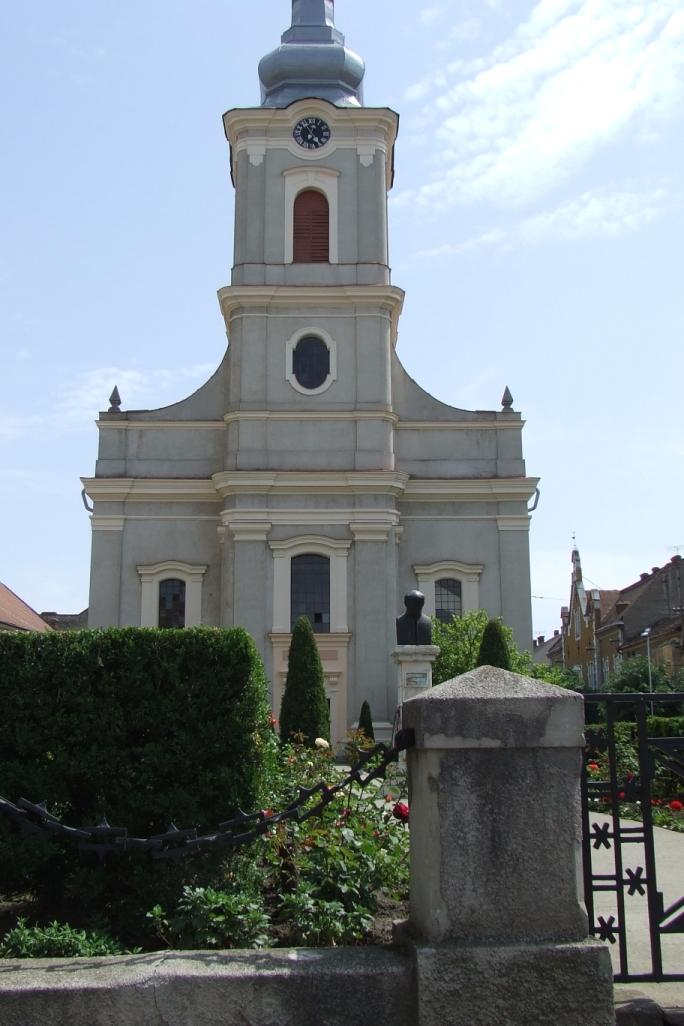
A Láncos templom épülete Kölcsey szobrával Szatmárnémetiben

A romániai református egyház zsinatában a Királyhágómelléki Református Egyházkerületnek méretéhez képest vannak képviselői, püspöke zsinati elnök-püspök. A Királyhágómelléki Egyházkerület a zsinati állandó tanácsa és zsinati bizottságai:

#### Zsinati Állandó Tanács
- Csűry István elnök-püspök
- Bara Lajos István elnök-főgondnok

Lelkészi rendes tagok:
- Lukács József
- Sípos István

Presbiteri rendes tagok:
- Székely Sz. István
- Koszorús István

Lelkészi póttagok:
- Veres-Kovács Attila
- Mikló Ferenc

Presbiteri póttagok:
- Török Ferenc
- Kovács Béla

#### Fegyelmi Bizottság
Lelkészi rendes tagok:
- Gellért Gyula

Presbiteri rendes tagok:
- Bara Csaba
- Czaholi Tibor

Lelkészi póttagok:
- Sípos Miklós
- Varga Károly

Presbiteri póttagok:
- Kovács Jenő

#### Kánonjogi Bizottság
- Sípos Miklós
- Varga Károly
- Dr. Hermann János
- Máthé Edit

Más bizottságok: Zenei Bizottság, Nevelésügyi Bizottság, Teológiai, Ökumenikus Bizottság, Misszió-Diakóniai Bizottság, A kommunista titkosszolgálattal való együttműködést vizsgáló Átvilágító Bizottság

### Más szervezetek, testületek
- A Királyhágómelléki Református Egyházkerület Esperesi Kollégiuma
- Presbiteri Szövetség
- Nőszövetség
- IKE (Ifjúsági Keresztyén Egyesület)
- CE-mozgalom (számos egyháztag és lelkész tagja van a kegyességi mozgalomnak - hivatalos betagozódása az egyházkerületbe és a református egyházi hierarchiába azonban még vita tárgya[5])